# Гусєв Микита Юрійович
Микита Юрійович Гусєв (рос. Никита Юрьевич Гусев; 6 жовтня 1996, Зимова Ставка, Нефтекумський район, Росія — 7 вересня 2022, Україна) — російський військовослужбовець, прапорщик ЗС РФ. Герой Російської Федерації.

## Біографія
Після закінчення школи в 2014 році вступив в батальйон середньої професійної освіти Рязанського повітрянодесантного командного училища. В 2017 році призначений командиром взводу матеріального забезпечення військової частини в Самарі. В тому ж році звільнився з військової служби. В травні 2018 року підписав контракт і вступив в 25-й окремий полк спеціального призначення в Ставрополі, паралельно продовжив навчання в училищі і в 2020 році здобув першу ступінь вищої освіти та диплом бакалавра за спеціальність «управління персоналом». 
В 2021 році пройшов професійну підготовку в Ставропольському державному педагогічному інституті за програмою «педагогічна освіта», профіль — «фізична культура». Учасник бойових дій в різних «гарячих точках». 
З 24 лютого 2022 року брав участь у вторгненні в Україну. Загинув у бою.

## Нагороди
- Медаль «За бойові відзнаки» (2021)
- Орден Мужності
- Медаль «За відвагу» (посмертно)
- Звання «Герой Російської Федерації» (11 лютого 2023, посмертно) — «за мужність і героїзм, проявлені під час виконання військового обов'язку.» 15 березня медаль «Золота зірка» була передана рідним Гусєва губернатором Ставропольського краю Володимиром Владіміровим.

## Вшанування пам'яті
- 1 червня 2023 року на будівлі середньої загальноосвітньої школи №3 в селі Кугульта, в якій навчався Гусєв, був встановлений пам'ятний знак.
- 9 червня 2023 року на честь Гусєва був названий щойно відкритий Центр військово-спортивної підготовки і патріотичного виховання у Ставрополі.